# Piratas del Caribe: en el fin del mundo
Piratas del Caribe: en el fin del mundo (título original en inglés: Pirates of the Caribbean: At World's End) es una película épica de fantasía y piratas de 2007 dirigida por Gore Verbinski, la tercera entrega de la serie de películas Piratas del Caribe y la secuela de Dead Man's Chest (2006). La trama sigue a Will Turner, Elizabeth Swann, Hector Barbossa y la tripulación del Perla Negra que rescata al Capitán Jack Sparrow de los dominios de Davy Jones, y luego se preparan para luchar contra la Compañía de las Indias Orientales, liderada por Cutler Beckett, quien controla a Davy Jones y sus planes para extinguir la piratería para siempre. Es la última película de la serie dirigida por Verbinski. Fue filmada de manera consecutiva entre 2006 y 2007, simultáneamente con la película anterior, Dead Man's Chest. Con un presupuesto de producción de $300 millones de dólares, Pirates of the Caribbean: At World's End es la película más cara jamás realizada al momento de su lanzamiento, incluso después de ajustarse a la inflación.
Walt Disney Pictures lanzó la película en los Estados Unidos el 25 de mayo de 2007. Las críticas fueron mixtas; la película fue elogiada por sus actuaciones, partituras, escenas de acción y efectos especiales, pero fue criticada por su trama y tiempo de ejecución. At World's End fue un éxito de taquilla, convirtiéndose en la película más exitosa de 2007, con más de $ 960 millones en todo el mundo. Fue nominado para el Premio de la Academia al Mejor Maquillaje y a los Mejores Efectos Visuales, que perdió ante La Vie en Rose y The Golden Compass, respectivamente.

## Argumento
Ahora que Lord Cutler Beckett posee el corazón de Davy Jones, condena a muerte a cualquier persona relacionada con la piratería y obliga a Jones a hundir todos los barcos piratas que se encuentre, así como llevarle prisioneros de tales naves para interrogarlos y posteriormente ejecutarlos. El excomodoro James Norrington, habiendo entregado el corazón de Jones a Becket, es ascendido a almirante y se le es restituida su antigua espada. Sin embargo, "El Holandés Errante" desacata las órdenes de Beckett y asesina a tripulaciones enteras de los barcos piratas sin dejar ningún sobreviviente para ser interrogado por la compañía, ante esta situación Beckett le ordena a Norrington subir el cofre con el corazón al barco de Jones junto con varios de sus soldados y que de esta forma se aseguren que Jones obedezca sin cuestionar las órdenes de Beckett. Mientras tanto, los nueve señores piratas (entre ellos Jack Sparrow y Barbossa) deben reunirse en la Bahía del Naufragio y llevar a cabo la reunión conocida como la Corte de la Hermandad, luego de que los condenados prorrumpieran un canto titulado "Hoist the colors" (en español: "La bandera alzar"). Jack Sparrow, señor pirata del Caribe, había sido enviado al dominio de Davy Jones sin nombrar un sucesor, lo cual implica que debe ser traído de vuelta para reunir a todos los señores piratas. Barbossa se ofrece para guiar a Will Turner, Elizabeth Swann, Tía Dalma y a los demás al Dominio de Davy Jones para rescatar a Jack y al Perla Negra.
Sao Feng, señor pirata del Mar Meridional de Singapur, posee las "Cartas de Navegación", un mapa que muestra cómo llegar a varios lugares que son imposibles de encontrar, entre ellos el Dominio de Davy Jones. Elizabeth llega a sus baños termales acompañada de Barbossa y secretamente de la tripulación del Perla Negra. Barbossa pide una nave a Sao Feng, ya que había pedido secretamente a Will robar las "Cartas de Navegación", pero falla en hacerlo. Sao Feng se niega a ayudarlos, ya que odia a Jack y se dispone a matar a Will, pero al darse cuenta las verdaderas intenciones de Barbossa y Elizabeth, los desafía. En eso, descubre un infiltrado en su tripulación que resulta ser de la East India Trading Company, y en ese momento soldados de la compañía asaltan el lugar por lo que Feng, Barbossa, Elizabeth y la tripulación del Perla huye enfrentándose a varios soldados. Feng se encuentra con Will quien sólo planea viajar al Dominio de Davy Jones para recuperar al Perla Negra, ya que necesita la nave para liberar a su padre William "Bootstrap Bill" Turner del Holandés Errante. En secreto, Will y Feng hacen un trato: una vez Will y los demás recuperen al Perla Negra, Feng podrá quedarse con Jack.
La tripulación viaja a los Dominios de Davy Jones y encuentran a Jack, quien después de pasar mucho tiempo solo junto a su barco en dicho lugar, cayo básicamente en la locura completa y comienza a imaginar alucinaciones de sí mismo a las cuales les habla y también les revela a todos los miembros de la tripulación que fue Elizabeth la responsable de entregarlo al Kraken la última vez. A causa de esta revelación, Will se decepciona de ella por haberle ocultado la verdad, ya que este último cargo con el peso de la culpa de aquel incidente sin saberlo y que además malinterpreto que Elizabeth amaba a Jack en ese momento. Durante el viaje y al caer la noche la tripulación del barco se topan con las almas de las personas que han muerto recientemente en el mar y Barbossa les ordena a toda la tripulación mantener el curso y no molestar a las almas que vienen en los botes, pero en medio del paso de las almas Elizabeth ve a su padre, Weatherby Swann entre las demás almas, el cual fue asesinado por órdenes de Beckett. En un principio Weatherby parece estar en una especie de trance como el resto de las demás almas, pero debido a los constantes los gritos de su hija, este reacciona y la ve a bordo del Perla Negra, donde este último le cuestiona a Elizabeth si esta también murió, pero Elizabeth le responde que no, por su parte Weatherby les menciona que lo último que recuerda mientras aun estaba con vida fue el Cofre de la Muerte, donde también descubrió el secreto detrás del corazón de Davy Jones, resulta que quien lo apuñale se convertirá en el nuevo capitán del Holandés Errante. Por otro lado, Tía Dalma explica que Davy Jones era un pirata normal hasta que su amada, la diosa del mar Calipso, le encomendó la tarea de llevar a las personas que morían en el mar al otro mundo. A cambio, Jones solo podría pisar tierra una vez cada 10 años. Sin embargo, Jones y Calipso podrían aprovechar un día para estar juntos. Después de 10 años cumpliendo su tarea, Jones desembarcó para estar con su amada, pero ella no se presentó. Humillado y adolorido por esa traición, Jones se arrancó el corazón, renunció a la tarea que le encomendó Calipso y se convirtió en un monstruo. En medio de su desesperación, Elizabeth le lanza una soga a su padre para que este los acompañe de vuelta al mundo de los vivos, sin embargo, este último solo se limita a decirle a su hija que ella es su mayor orgullo y decide no tomar la soga. Por su parte, Elizabeth intenta saltar por la borda para ir detrás de su padre, pero Tía Dalma les advierte a la tripulación que Elizabeth no debe saltar del barco bajo ninguna circunstancia. Por lo que rápidamente, Will la sujeta del brazo y la abraza para consolarla por su perdida, mientras que el gobernador Swann sigue su rumbo junto a las demás almas, donde también se despide de su hija y le menciona que le dirá a su madre cuánto la amaba y se cuide. Ante este trágico momento, Tía Dalma les menciona que ya no hay nada que puedan hacer para salvar el alma del gobernador Swann, ya que este último decidió por voluntad propia irse al otro mundo en paz.
Al día siguiente, las provisiones del Perla Negra comienzan a escasear poco a poco, mientras que por otro lado Tía Dalma les advierte que si no abandonan pronto los toldroms antes del anochecer, lamentablemente el barco y su tripulación se quedaran atrapados en este océano entre ambos mundos sin rumbo fijo por toda la eternidad, Gibbs por su parte menciona que sin agua y comida morirán más pronto de lo que creen. Mientras tanto Jack se encuentra analizando detenidamente las "Cartas de Navegación" en búsqueda de una salida, pero en medio del análisis, Jack descubre un mensaje en clave que dice: "Arriba es abajo", al no comprender que quiere decir, este es rápidamente abordado por las alucinaciones de sí mismo, donde ambas alucinaciones le mencionan las ventajas y desventajas de apuñalar el corazón de Davy Jones y donde también le dicen que a pesar de lo que Jack elija, si no escapan antes del anochecer ya no importara nada, pero en eso Jack descubre que el indicio del mapa no implica el anochecer, rápidamente este gira la parte central de las "Cartas de Navegación" y descubre otro mensaje que dice: "El sol cae y se alza" y finalmente descubre la respuesta del acertijo. Momentos después, Jack empieza a correr de un lado al otro, llamando la atención de los demás tripulantes quienes en un principio no comprenden que sucede y empiezan a seguirle la corriente a Jack sin saber la razón, donde rápidamente estos provocan que el barco empiece a moverse de un lado al otro, pero en eso Barbossa observa las "Cartas de Navegación" y se da cuenta de que Jack consiguió resolver el acertijo y encontró la forma de como poder salir del Dominio de Davy Jones, donde de forma inmediata le ordena al resto de la tripulación soltar los cañones y la carga para que esta también ruede con ellos y la marea, hasta que finalmente consiguen hacer que el barco se voltee hacia el agua, logrando con éxito salir del Dominio de Davy Jones por medio del destello verde.
De vuelta en el mundo de los vivos, la tripulación del Perla viaja a una isla para poder reabastecerse de agua y comida, pero cuando llegan a dicha isla se encuentran con los restos del Kraken que es devorado poco a poco por las gaviotas (ya que fue el mismo Lord Beckett quien le ordenó a Jones que lo matara; se observan los ojos tristes del Kraken sobre "por qué" le hizo eso su amo), la tripulación es capturada por Sao Feng, que traicionando a Will se ha aliado con Beckett y la compañía. Posteriormente Beckett lleva a Jack a bordo de su barco, el Endeavour y lo amenaza con entregarlo a Jones si no le dice como llegar a la Bahía del Naufragio. Feng declara que solo liberará a la tripulación a cambio de Elizabeth, ya que este cree que ella es Calipso. Ante eso, Elizabeth se entrega a Feng, a cambio de que libere a los demás. En el Endeavour, Jack y Beckett hacen un trato: Jack permitiría que el Endeavour siga al Perla Negra hasta la Bahía del Naufragio y a cambio, Beckett no lo entregaría a Jones. Después de sellar el acuerdo, Jack escapa del Endeavour y regresa al Perla.
Más tarde, en el barco de Feng, "la Emperatriz", Feng le explica a Elizabeth que hace mucho tiempo los señores piratas confinaron a Calipso en una forma humana en la Primera Corte de la Hermandad. En ese momento, el Holandés Errante ataca la Emperatriz. Feng queda herido mortalmente, pero antes de morir nombra a Elizabeth su sucesora. Elizabeth y su nueva tripulación son encerrados en el calabozo del Holandés Errante. Elizabeth se reencuentra con Norrington, y le recrimina sus últimas decisiones llevadas por intenciones egoístas. En la mazmorra del barco se encuentran con "Bootstrap Bill" Turner, quien ya está olvidando quién es y también a Will. Bill ya ha perdido la esperanza de que Will lo libere y le explica a Elizabeth que el que apuñale el corazón de Jones será en el nuevo capitán del Holandés (como lo había dicho el padre de Elizabeth anteriormente). Si Will matara a Jones y liberara a su padre, se convertiría en el nuevo capitán del Holandés y no podría estar con Elizabeth. Un arrepentido Norrington libera a Elizabeth y su tripulación, que regresan a la Emperatriz, pero antes de irse Norrington le menciona a Elizabeth que no vaya a la Bahía del Naufragio, ya que Lord Becket se enteró de la Hermandad y de que debe haber algún traidor entre los piratas, sin embargo, Bill Turner los descubre y les avisa a la tripulación del Holandés de la fuga. Pero Norrington se enfrenta a Bill para asegurar la huida de Elizabeth y es asesinado delante de Jones quien le ofrece ser parte de su tripulación, pero el agonizante Norrington lo rechaza y Jones se queda con su espada, tras la muerte del almirante ocurre un motín en el barco donde la tripulación de Jones se rebela contra los soldados de la compañía, pero Beckett ya se había anticipado a que esto pasaría, así que en su lugar había nombrado a Joseph Mercer como el nuevo supervisor del barco y de la llave del cofre, por lo que el motín de estos al final no sirve de nada y a regañadientes deben seguir obedeciendo a la compañía.
A bordo del Perla Negra, Will y Jack planean que sea Jack el que apuñale el corazón de Jones para que Bill Turner quede libre y Will pueda ser feliz con Elizabeth. Después de hacer el plan, Jack le entrega su brújula mágica a Will y lo tira al océano. Posteriormente Will es recogido por el Endeavour y Beckett llama a Jones, quien les revela a Will y Beckett que fue él quien le dijo a la Primera Corte cómo confinar a Calipso en una forma humana y asegura que Calipso se lo merecía por haberlo traicionado, exigiendo a la vez que la diosa sea asesinada. Al día siguiente, el Perla Negra llega a la Bahía del Naufragio y Barbossa encierra a Tía Dalma (que es en realidad Calipso en su forma humana) en el calabozo del Perla. Durante la Cuarta Corte de la Hermandad, Barbossa revela que planea liberar a Calipso de su forma humana para que ella a cambio los ayude, sin embargo, los otros señores piratas rechazan la propuesta de Barbossa, ya que consideran que Calipso era su enemiga y una vez liberada lo sería nuevamente, por otro lado, Will usa la brújula mágica de Jack para guiar a Beckett y Jones a la Bahía del Naufragio. Mientras la Cuarta Corte se lleva a cabo, Jones se aparece en el calabozo del Perla Negra y habla a solas con Calipso, la cual le promete que cuando vuelva a ser libre, Jones y ella estarán juntos para siempre y que lo último que los piratas verán de ella, es la crueldad de la que ella es capaz.
Elizabeth aparece en la Cuarta Corte de la Hermandad y trata de convencer a los piratas para que luchen ellos mismos contra el enemigo. Por su parte, Jack apoya la propuesta de Elizabeth, ya que es consiente de que Calipso, aunque la liberen de su forma humana como ellos pretenden no los ayudará. Sin embargo, Barbossa convoca al Capitán Teague, padre de Jack y guardián del Código Pirata, donde inmediatamente consulta el gran libro del Código Pirata, el cual fue establecido en su momento por los piratas Henry Morgan y Bartholomew Roberts, solo para anunciarles a todos los presentes que según el código, sólo el Pirata Rey puede declarar la guerra de forma oficial, pero como la Hermandad no ha tenido un rey desde la Primera Corte dudan que tal situación cambie ahora, ya que el Pirata Rey solo es elegido por votación popular y los señores piratas por lo general siempre votan por sí mismos. Sin embargo, Jack les propone a todos los señores piratas hacer una nueva votación para decidir quién será elegido como el Pirata Rey que pueda declarar el estado de guerra. Los primeros ocho señores piratas votan por sí mismos, pero sorpresivamente Jack rompe el empate al votar por Elizabeth, volviéndola de esta forma en la nueva Reina de la Hermandad, para disgusto de los demás señores piratas, quienes no están de acuerdo con la decisión, sin embargo, Jack les recuerda a todos los presentes que si están dispuestos a violar lo que dicta el código solo una simple decisión, cosa que termina molestando al capitán Teague, quien observa a todos los señores piratas con mirada amenazadora, por lo que finalmente los señores piratas deciden aprobar a regañadientes la decisión final y ahora con esta nueva posición, Elizabeth declara la guerra. Antes de iniciarse el conflicto, Elizabeth negocia con Beckett y Jones, después de darse cuenta de lo que Jack y Will planeaban, como primer paso entrega a Jack al Holandés Errante a cambio de Will, con el objetivo que Jack encuentre el corazón de Jones y lo apuñale.
Barbossa libera a Calipso usando las 9 Piezas de a ocho (que si bien no eran las monedas como tal, sino baratijas consideradas de valor por los señores piratas, a excepción de la de Jack que si es una de las piezas originales) de su forma humana. A medida que Calipso va cobrando su verdadera forma, Will le revela que fue Davy Jones el que le dijo a los de la Primera Corte de la Hermandad como confinarla la primera vez. Furiosa y con el corazón roto al escuchar como el que alguna vez la amó la traicionó, Calipso empieza a obtener su verdadera forma. Barbossa trata de convencer a la liberada Calipso para que ayude a los piratas en el conflicto, pero ella se niega y su furia provoca un remolino en el mar, el Maelstrom. El Perla Negra y el Holandés Errante pelean dentro del remolino en una espectacular batalla naval. En medio del combate, Barbossa improvisadamente "Casa" a Will y a Elizabeth. Jack escapa del calabozo del Holandés y obtiene el Cofre de la Muerte (donde se guarda el corazón de Davy Jones), pero Jones lo descubre. Ambos pelean por el cofre. Will y Elizabeth abordan el Holandés. Jack obtiene la llave del cofre, luego lo abre y está a punto de apuñalar el corazón, pero Jones hiere mortalmente a Will con la espada del difunto Norrington. Al ver a Will herido de muerte, Bill Turner vuelve en sí y se enfrenta a Jones, pero Jones logra quitárselo de encima. Afortunadamente, Jack decide ayudar al moribundo Will a apuñalar el corazón, matando a Jones. Mientras Bill Turner le arranca el corazón a Will y lo mete dentro del cofre, Jack y Elizabeth escapan del Holandés, que se hunde en el remolino. Tras el feroz enfrentamiento, Jack, Elizabeth y Jack el mono consiguen regresar a bordo del Perla en donde Gibbs le sugiere a Sparrow que la armada sigue ahí y el Endeavour se aproxima para atacar al Perla por lo que le pide saber que es lo que harán ahora, pero Jack a raíz de lo ocurrido con Will, simplemente no sabe que hacer y le ordena a la tripulación del Perla Negra detener todo y cerrar las velas, pero Barbossa por su parte trata de anular esta orden, ya que lo que está haciendo Jack es un suicidio y comienzan a discutir brevemente, por otro lado la tripulación del Endeavour observan desde lejos la situación, donde el segundo oficial de Beckett, el teniente Theodore Groves se pregunta que están esperando los piratas, sin embargo, Beckett por su parte asume que Jack esta cumpliendo con su parte del trato que ambos acordaron previamente y ordena preparar los cañones del barco, para acabar con los piratas de una vez por todas, pero sorpresivamente el Holandés Errante resurge del fondo del océano y Beckett asume que Jones sobrevivió al combate y cree que este aun esta de su lado, pero en ese momento la tripulación del Holandés Errante empiezan a recuperar sus formas humanas y se ve además a Will ahora como nuevo capitán del barco y ordena preparar los cañones para disparar, mientras tanto en el Perla Negra, Jack y Elizabeth ven a Will resucitado y ordenan desplegar las velas y preparar los cañones para disparar también. Rápidamente el Perla Negra y el Holandés Errante cambian de curso y se dirigen directamente al Endeavour, donde Beckett observa como ambas embarcaciones se acercan a rodear su nave, en eso el teniente Groves le pide las órdenes a Beckett, pero este último no responde y se queda completamente paralizado, por otro lado Jack y Will ordenan abrir fuego contra el Endeavour y comienzan a bombardearlo en ambos lados, por su parte el teniente Groves le sigue insistiendo las órdenes de abrir fuego a Beckett, donde también la propia tripulación del Endeavour le piden que de la orden de abrir fuego, pero finalmente Beckett solo se limita mencionar en sus últimas palabras diciendo: "Es solo, un buen negocio". Al no poder ni siquiera reaccionar, el teniente Groves en lugar de Beckett le ordena a toda la tripulación del Endeavour abandonar la nave de inmediato, mientras que Beckett por su parte solo se limita a bajar por las escaleras de la cubierta y ver como su barco es destruido completamente por los disparos, donde momentos después la embarcación explota y se hunde en el océano, con el cuerpo de Beckett cayendo encima de la bandera de su barco.
A raíz de la destrucción y hundimiento del Endeavour, el resto de la armada enemiga empiezan a emplear la retirada del lugar y por consiguiente otorgándoles la victoria a los piratas en la guerra, los cuales comienzan a celebrar. Mientras que por otro lado, Will como asesinó a Davy Jones, ahora está condenado a navegar por los mares eternamente como capitán del Holandés Errante, cumpliendo antes la tarea de Calipso: transportar las almas de los que mueren en el océano al otro mundo. Por su parte Bill Turner le pide las órdenes a su hijo, pero este le menciona a su padre que ya no es más prisionero del barco y que es libre de irse, pero a pesar de que esta noticia alegra a Bill, este último decide quedarse en el Holandés sirviendo a su hijo y este alegremente lo pone a cargo del timón del barco, pero en ese momento Will observa a Elizabeth en el Perla Negra, donde momentos después Bill le menciona que una vez más tienen un propósito y que a donde van, Elizabeth no puede acompañarlos, ya que las reglas dicen un día en tierra y diez años en el mar y que es un alto precio por su sacrificio, pero Will alegremente le menciona que eso dependerá desde ese día que estará con Elizabeth. Por otro lado, Elizabeth se despide de Jack, Barbossa y el resto de la tripulación del Perla Negra y les agradece por todo a cada uno de ellos y pasa un día con Will en una isla cercana a Port Royal, donde antes de partir, Will le entrega el Cofre de la Muerte y le promete que cuando pasen 10 años podrán volver a estar un día juntos. Por otro lado, Barbossa se apodera del Perla Negra nuevamente, dejando a Jack y Gibbs abandonados en Isla Tortuga, donde los oficiales Pintel y Ragetti le mencionan al capitán Barbossa que algunos miembros de la tripulación están algo molestos por el hecho de abandonar a Jack otra vez, pero Barbossa por su parte los tranquiliza y les menciona que con las Cartas de Navegación los guiara hasta a la Fuente de la Juventud, sin embargo, y para infortunio suyo Jack había cortado y conservado esa parte de las cartas. Por otro lado Jack con su nuevo mapa, parte de Isla Tortuga en un pequeño bote con vela en busca de la Fuente de la Juventud, mientras bebe alegremente una botella de Ron.
En una escena poscréditos, diez años después, Elizabeth, acompañada de su hijo, Henry Turner, se dirigen al sitio donde se despidió de Will. Está amaneciendo, y Will está a punto de llegar. Hay un resplandor verde, y ambos sonríen. El Holandés Errante ha vuelto.

## Reparto
- Johnny Depp como el Capitán Jack Sparrow: Famoso pirata, embustero y bebedor. Junto a su amado Perla Negra es arrastrado por el Kraken al Otro Mundo de Davy Jones, donde permanece atrapado hasta que su antigua tripulación forma un equipo para rescatarlo.
- Orlando Bloom como William "Will" Turner: Es un joven herrero convertido en pirata. Es el hijo del famoso pirata William "Bootstrap Bill" Turner y prometido de Elizabeth Swann.
- Keira Knightley como Elizabeth Swann: Hija del Gobernador Weatherby Swann y prometida de William Turner. Después de engañar a Jack para salvar su vida y la tripulación del Perla Negra, se une al grupo que se dirige al Fin del Mundo para su rescate.
- Geoffrey Rush como el Capitán Héctor Barbossa: Anterior Capitán del Perla Negra, cargo al que ascendió tras amotinarse; es resucitado por Tía Dalma para rescatar a Jack Sparrow y recuperar el Perla Negra. A pesar de que solo desea el Perla Negra para sí, debe rescatar a Jack para obtener la "pieza de ocho" que este posee para poder realizar el ritual para liberar a Calypso y obtener así sus favores.
- Bill Nighy como Davy Jones: Maldito gobernante del reino marino y Capitán del Holandés Errante.
- Chow Yun-Fat - Sao Feng: Señor Pirata del Mar del Sur de China, capitanea el barco chino The Empress y tiene una mala historia con Sparrow. Es reacio a ayudar en su rescate del casillero de Davy Jones. "Sao Feng" ( 嘯風 ) significa "grito del viento" en chino
- Jack Davenport - James Norrington: aliado de Beckett y la Compañía.
- Kevin R. McNally - Joshamee Gibbs: el leal, aunque supersticioso, primer compañero de Jack.
- Naomie Harris - Tía Dalma / Calipso: una bruja obeah que viaja con la tripulación de Black Pearl para rescatar a Jack; También levantó a Barbosa de entre los muertos al concluir el Cofre de la Muerte y tiene una misteriosa conexión pasada con Davy Jones.
- Tom Hollander - Lord Cutler Beckett: un poderoso presidente de East India Trading Co. y ahora armado con un mandato del Rey y en posesión del corazón de Davy Jones, Beckett intenta controlar los océanos del mundo en aras de negocios sostenibles, y para acabar con la piratería.
- Jonathan Pryce - Gobernador Weatherby Swann: gobernador de Port Royal y padre de Elizabeth Swann, ahora está atrapado en el servicio de Beckett.
- Stellan Skarsgård - William «Bootstrap Bill» Turner: el padre de Will, maldito por servir una eternidad a bordo del barco de Davy Jones, The Flying Dutchman.
- Lee Arenberg - Pintel: marinero travieso y excéntrico, compañero leal de Ragetti, parte de la tripulación de Jack.
- Mackenzie Crook - Ragetti: marinero travieso y excéntrico, compañero leal de Pintel, parte de la tripulación de Jack.
- David Bailie - Cotton: el leal y silencioso tripulante de Jack que regresa nuevamente para unirse a la búsqueda de traer de vuelta a Jack Sparrow.
- Martin Klebba - Marty: el tripulante enano de Jack que también se une a la búsqueda para traer de vuelta a Jack Sparrow.
- Reggie Lee - Tai Huang: el tripulante leal de Sao Feng quien se une a la búsqueda para traer de vuelta a Jack Sparrow.
- Keith Richards - Capitán Teague Sparrow: Guardián del Códice Pirata para la Corte de Hermanos y el padre de Jack Sparrow.
- David Schofield - Joseph Mercer: el secuaz de Lord Beckett, asignado para sostener la correa de Davy Jones a bordo del holandés.
- Greg Ellis - Teniente Theodore Groves: el segundo al mando de Lord Beckett.
- Giles New - Murtogg: marinero parte de la East India Trading Co, compañero y amigo de Mullroy, que se une a la tripulación de Jack.
- Angus Barnett - Mullroy: marinero parte de la East India Trading Co, compañero y amigo de Murtogg, que se une a la tripulación de Jack.
- Dermot Keaney - Maccus: el tripulante de The Flying Dutchman.
- Clive Ashborn - Koleniko: el tripulante de The Flying Dutchman.
- Winston Ellis - Palifico: el tripulante de The Flying Dutchman.
- Cristopher Adamson - Piernas de Jimmy : el tripulante de The Flying Dutchman.
- Andy Beckwith - Clacker: el tripulante de The Flying Dutchman.
- Jonathan Linsley - Ogilvey: el tripulante de The Flying Dutchman.
- Dominic Scott Kay - Henry Turner: hijo de Will Turner y Elizabeth Swann (escena poscréditos).

## Recepción
Pirates of the Caribbean: At World's End recibió críticas mixtas de parte de la crítica y más positivas de la audiencia. En el portal de internet Rotten Tomatoes, la película posee una aprobación de 44 %, basada en 225 reseñas por parte de la crítica, mientras que de parte de la audiencia tiene una aprobación de 72 %.
La página Metacritic le ha dado a la película una puntuación de 50 de 100, basada en 36 críticas, indicando «reseñas mixtas». Las audiencias de CinemaScore le han dado una puntuación de «A-» en una escala de A+ a F, mientras que en el sitio IMDb los usuarios le han dado una puntuación de 7.1/10, con base en 565 245 votos.

## Premios y nominaciones
Piratas del Caribe: en el fin del mundo obtuvo dos nominaciones en los premios Óscar, una en la categoría de «Mejores efectos visuales» y otra en «Mejor maquillaje». La película recibió el premio en la categoría de Mejores Efectos Especiales otorgado por el certamen imagina en su edición del año 2008.

## Banda sonora original
Fue realizada una vez más por Hans Zimmer. El listado de canciones incluidas en la banda sonora publicada es el siguiente:
1. «Hoist the colours»
2. «Singapore»
3. «At wit's end»
4. «Multiple Jacks»
5. «Up is down»
6. «I see dead people in boats»
7. «The brethren court»
8. «Parlay»
9. «Calypso»
10. «What shall we die for»
11. «I don't think now is the best time»
12. «One day»
13. «Drink up me hearties»